# Corona matrimoniale
Nel diritto scozzese, la corona matrimoniale era il diritto del consorte maschio di una regina regnante a regnare alla pari della moglie, in qualità di re consorte.
La corona matrimoniale di Scozia fu richiesta dal re Francesco II di Francia, marito di Maria, regina di Scozia, dal Parlamento di Scozia e dalla madre di Maria, la regina Maria di Guisa, che era reggente di Scozia. Avrebbe reso Francesco co-sovrano legale di Scozia con la regina Maria, e avrebbe anche concesso a Francesco il diritto di mantenere il trono scozzese se le fosse sopravvissuto. Secondo i termini dell'offerta, avrebbe potuto passare la corona scozzese ai suoi discendenti tramite una moglie diversa da Maria. La corona di Scozia doveva essere inviata in Francia, dove avrebbe dovuto essere conservata presso l'abbazia di Saint Denis. Tuttavia, l'offerta non fu mai realizzata, poiché la famiglia Hamilton, che era vicina al trono, si unì ai protestanti e si oppose.
Anche il secondo marito di Maria, Enrico Stuart, Lord Darnley, richiese la corona matrimoniale. I pari protestanti promisero di renderlo sovrano con il consenso del Parlamento. Concordarono che Enrico, come nuovo sovrano, avrebbe perdonato tutti i protestanti esiliati e avrebbe permesso loro di tornare in Scozia. Tuttavia, il piano non fu mai realizzato.